# حقل بيوضة البركاني
حقل بيوضة البركاني هو حقل بركاني في السودان داخل صحراء بيوضه ويغطي الحقل مساحة تقدر ب11 في 48 كيلومتر.(6.8lميل في 29.8 ميل) يتكون الحقل من قدر من مخروطات الرماد بالإضافة الي البحيرات البركانية والفوهات البركانيه. تكونت هذة الفتحات مع تدفق الحمم البركانيه.
تكون هذا الحقل من قبل فترة ما قبل الكامبري. يوجد القليل من المعلومات عن الانفجارات البركانية في هذا الحقل الا ان اخر انفجار سجل في 1,102 +- 48 سنه قبل الحاضر (ق.ح).

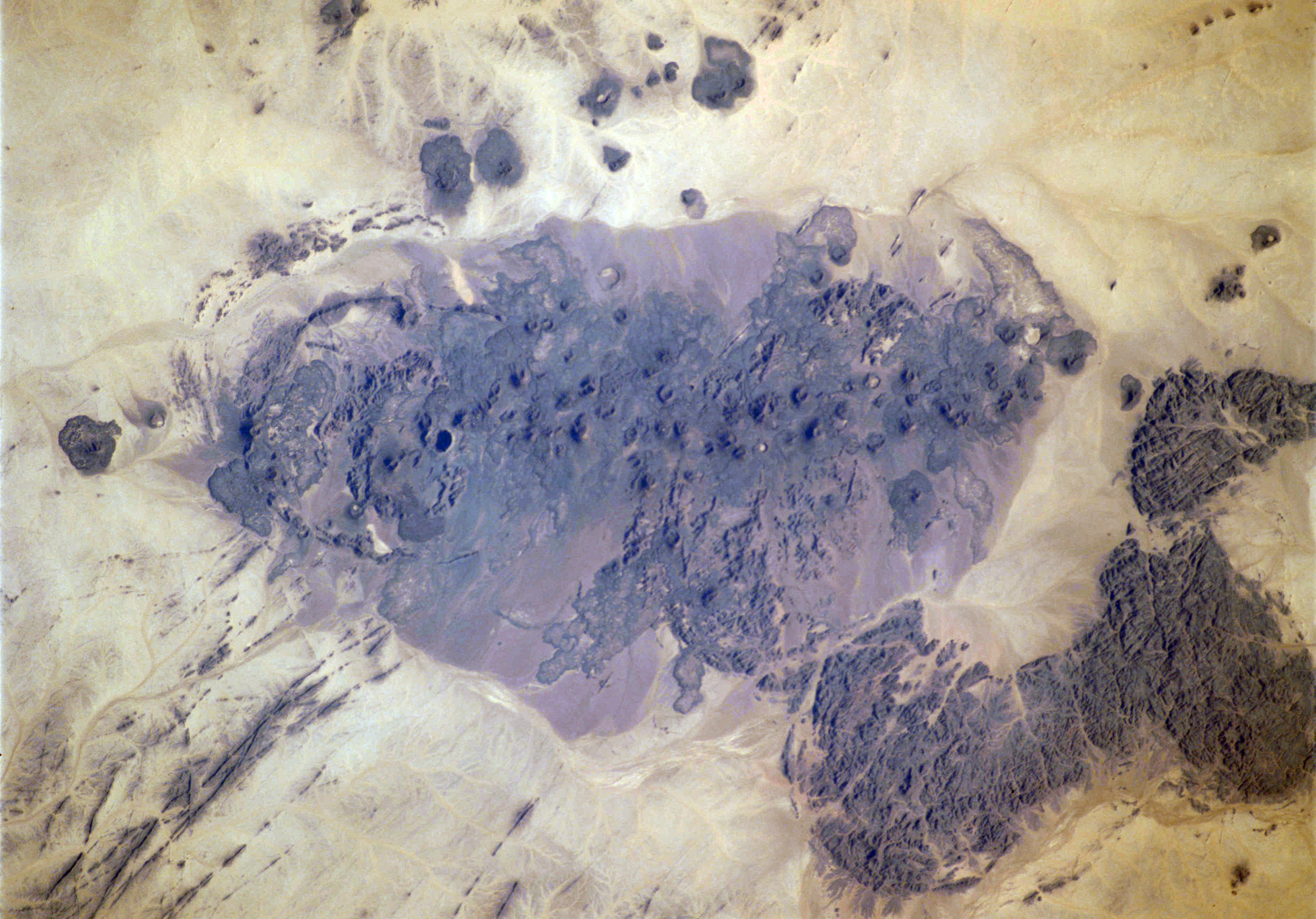
حقل بيوضة البركاني

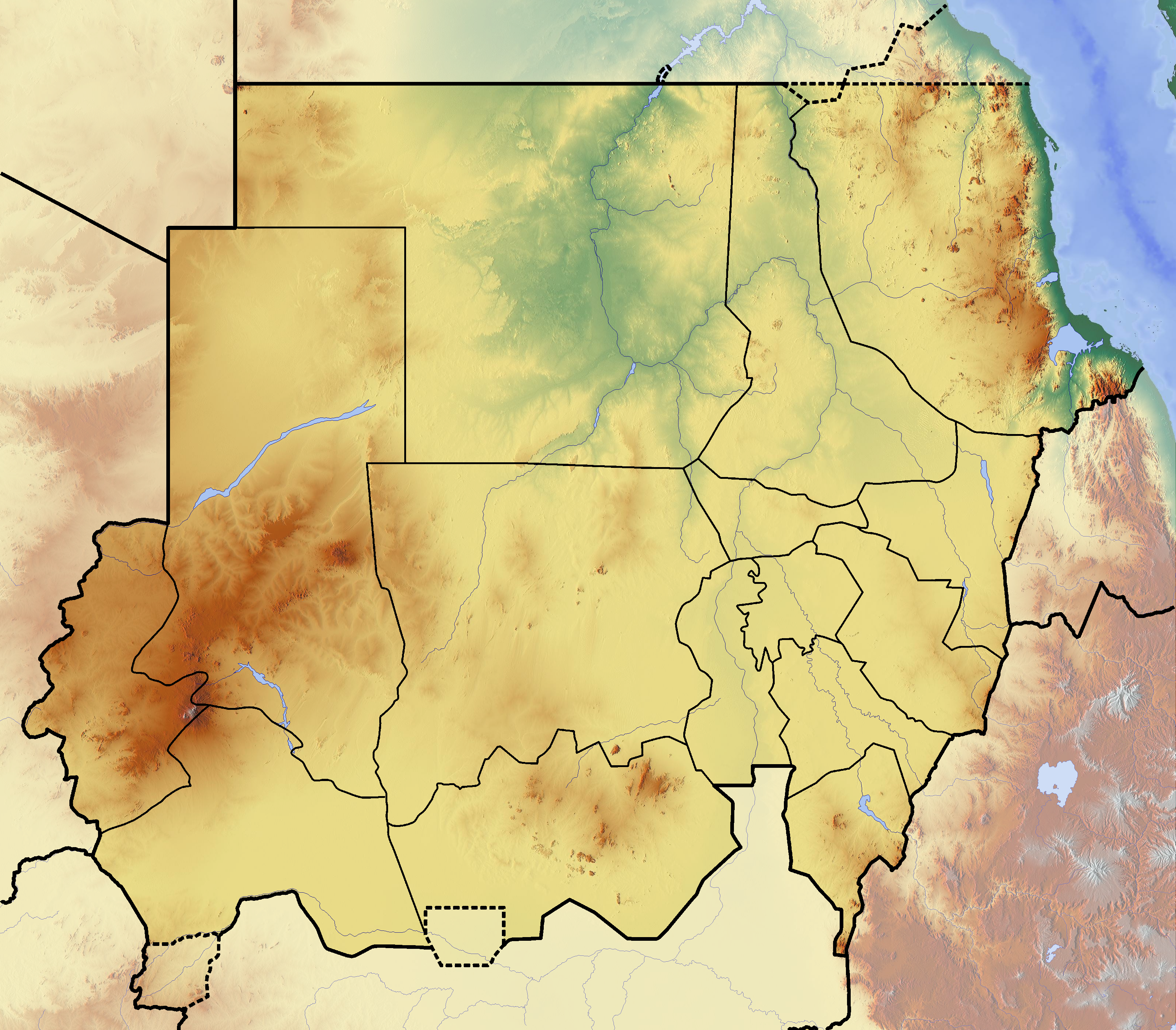
خريطة موقع السودان

## الجغرافيا والجيومورفولوجيا
يقع الحقل البركاني في صحراء بيوضة داخل منحنى النيل العظيم، على بعد 300 كيلومتر (190 ميل) شمال الخرطوم، على بعد 80 كيلومترا (50 ميل) بعيدا عن مروي.
هناك آبار في أبو خرطي وساني شمال الحقل البركاني. تم اكتشاف المجال من خلال التصوير الجوي في عام 1920.
حقل بيوضة حقل بركاني ممدود مع ميزات بركانية جديدة يمتد على مساحة 11 × 48 كيلومترًا (6.8 ميل × 29.8 ميل) في اتجاه الشمال الغربي. داخل هذه المنطقة، شكل عدد من الفتحات البركانية داخل مساحة ضيقة سطحًا بركانيًا مستمرًا.